# Campephaga
Campephaga é um género de ave da família Campephagidae.
Este género contém as seguintes espécies:
- Lagarteiro-preto, Campephaga flava
- Picanço-cuco-de-petit, Campephaga petiti
- Campephaga phoenicea
- Picanço-cuco-de-garganta-púrpura, Campephaga quiscalina

Por vezes são também incluidas estas espécies adicionais:
- Campephaga lobata
- Campephaga oriolina